# Generació Y
|  | No s'ha de confondre amb Generació perduda. |

| Generacions |
| --- |
| |
| Generació perduda Gran generació Generació silenciosa Baby boomers Generació X Generació Y Generació Z Generació Alfa |
| |

La Generació Y (també coneguts com a millennials) és un grup d'edat que s'anomena així per seguir cronològicament la Generació X i precedir la Generació Z. Agrupa els nascuts als anys 80 i 90. Als països participants en la Segona Guerra Mundial coincideixen a ser els fills dels nascuts al baby boom dels anys 50. No és així a la major part dels territoris de llengua catalana, on el baby boom es produeix els anys 70.
Sovint es diu que tota la generació Y, han topat amb una paret, la que els impedeix accedir al món laboral, punt de partida per poder progressar a la vida. L'allargament de la crisi fa que molt d'ells siguin extremadament depressius sobre les seves expectatives de futur. Són els joves instal·lats en la desesperació i l'angoixa, perquè veuen que tot i l'enorme esforç que van realitzar per finalitzar els seus estudis superiors, no van veure recompensada de forma justa totes les ganes que li van posar per ascendir a la vida. La sensació de perspectiva frustrada és més accentuada pel fet que han nascut en una època on la seguretat material ara s'ha truncat. A tot això cal afegir les promeses que els van fer els seus pares, perquè se'ls va prometre que si treballaven i estudiaven dur, es veurien fortament recompensats. Decepció seria la paraula més adient per definir la sensació que tenen molts d'aquests joves.

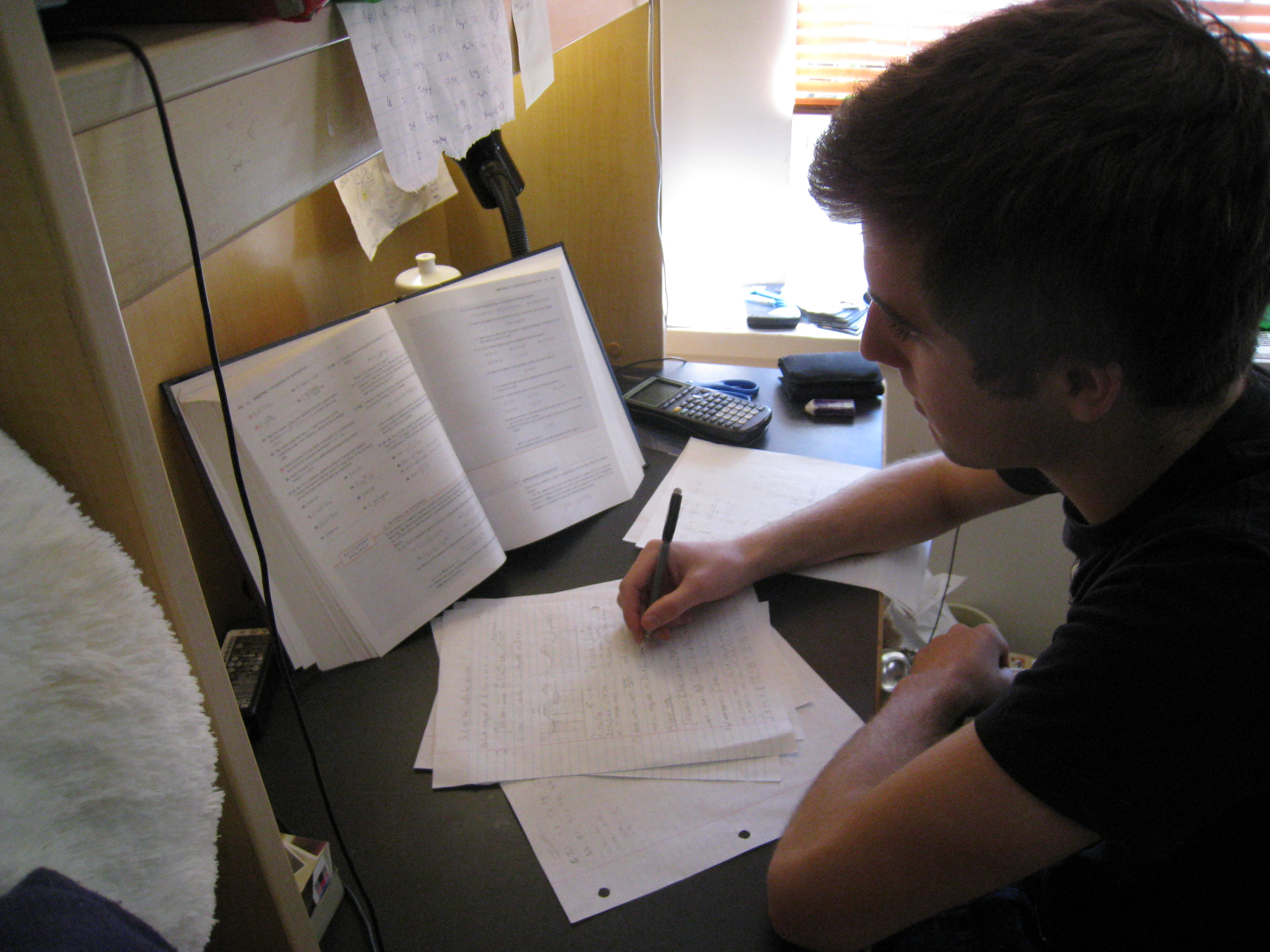
És la generació amb més estudis, amb la millor ètica de treball i amb unes ganes enormes de canviar el món a millor, però semblen estar condemnats a pagar un error que ells no van cometre.

Les expectatives de vida tampoc són favorables per aquells que van aconseguir una feina, perquè normalment el lloguer d'un pis de nivell mitjà s'emporta fins al 80% del seu salari, el qual força a molts joves a seguir vivint amb els seus pares. Això comporta una frustració fins al punt de sentir-se uns fracassats al no poder afrontar cap de les metes que ells tenien com a objectiu.
A més, les diferents taxes per seguir estudiant han desanimat a molts joves a seguir millorant la seva formació, atès que no poden pagar les altes matrícules que han d'assumir, perquè no tenen feina i sovint, els pares tampoc. A tot això cal afegir que, moltes vegades, realitzen feines no retribuïdes, bé sigui per engany del patró o bé acceptat voluntàriament per obtenir experiència laboral.
A tots aquests joves, se'ls comença a anomenar com "la generació perduda", ja que, tot i tenir una formació alta, una ètica de treball enorme i moltes ganes d'aprendre i dedicar-se a la seva professió, es veuen incapaços de trobar una feina adient als seus coneixements. Per això, sovint són forçats a migrar del seu país natal en busca de millors condicions de vida. Això s'ha vist reflectit en la taxa d'emigració catalana, que el 2012 va créixer fins a arribar al 150% respecte a l'exercici anterior. Les expectatives per als que es quedin no són bones, perquè quan la crisi se superi, la generació Y serà massa major com per a competir amb la generació següent.

## Motius estudiantils

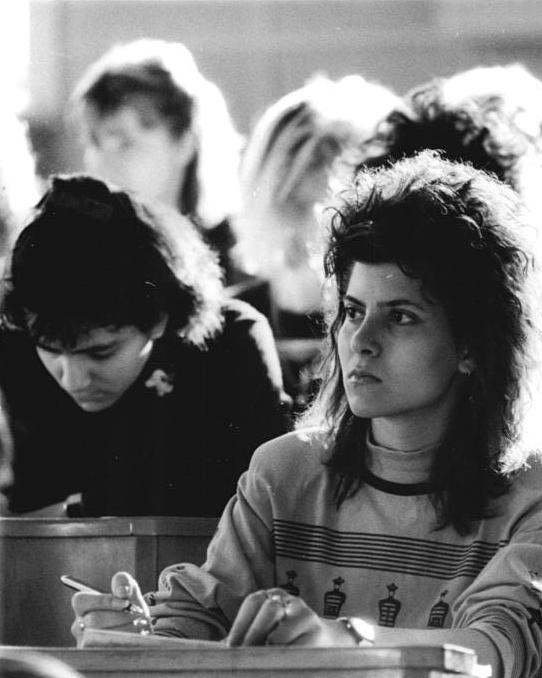
L'augment de la ràtio d'alumnes per classe que pateixen els estudiants disminueix la qualitat de la seva educació.

Tot i que la majoria de joves van poder realitzar els seus estudis primaris, secundaris i universitaris amb total normalitat gràcies a l'estat del benestar, els més joves d'aquesta generació han vist augmentades totes les taxes estudiantils per poder seguir estudiant. A més, la qualitat dels centres públics s'ha vist reduïda dràsticament donada la falta de professors qualificats, a l'augment de la ràtio d'alumnes per classe i per la falta d'inversió en nou equipament a les escoles.
A tot això cal afegir la reducció de beques de l'estat, que provoca que els alumnes també hagin de pagar el transport a centres a quilòmetres de distància dels seus domicilis habituals, els llibres de text o la calefacció de la seva aula. La falta de places públiques també és un greu problema per ells, perquè l'estat no és capaç de finançar totes les sol·licituds que rep i manté a molts d'aquests joves en llista d'espera per poder accedir a una plaça pública. La majoria, si volen seguir cursant els seus estudis, són obligats a apuntar-se a una escola privada amb uns honoraris que moltes vegades no poden assumir, veient-se forçats a demanar un préstec estudiantil als bancs, i quedant endeutats per gran part de les seves vides.
Tot això fa impossible per molt d'ells poder accedir als estudis superiors, que els impedeix progressar i millorar la seva classe social, estancant-se en una posició mitjana juntament amb tants altres.

## Motius laborals i econòmics

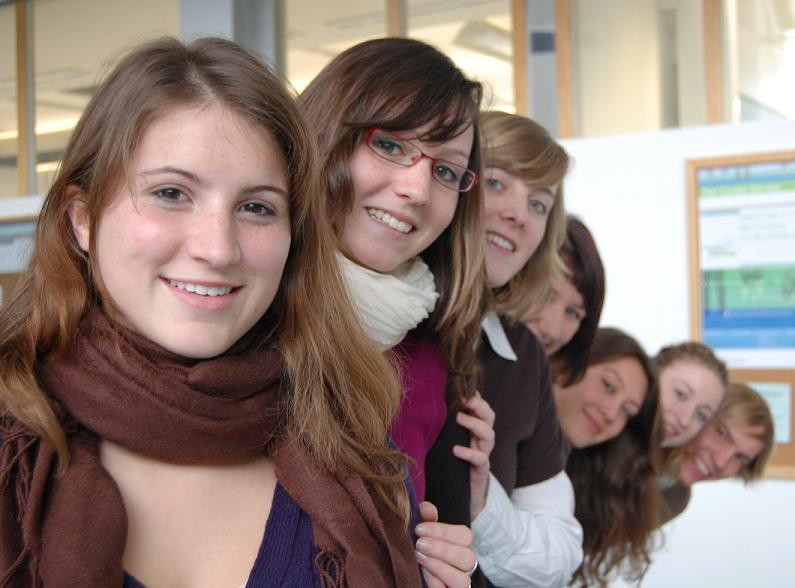
La incapacitat d'obtenir experiència laboral complica a la majoria de joves la possibilitat de seguir ascendint a la vida.

La majoria de joves d'aquesta generació va ser capaç de finalitzar els seus estudis universitaris, alguns d'ells amb notes extremadament altes, però no van veure recompensat el dur esforç que van realitzar a canvi, atès que només van poder accedir a feines molt inestables, on normalment eren acomiadats després de portar poc de temps a la feina. A més, la majoria estaven molt mal pagades, amb uns contractes abusius i unes condicions que en moltes ocasions, no es corresponien amb el seu nivell d'estudis. Arran de la crisi del 2008, la majoria d'aquests joves van ser acomiadats sense més contemplacions i no van ser capaços de tornar a trobar feina.
La resta de joves d'aquesta generació treballava bàsicament a la construcció o al sector serveis, però donada la crisi del 2008, molts d'ells van ser acomiadats i no van tornar a aconseguir una feina mai més.
L'atur juvenil és un dels grans problemes de la Unió Europea, especialment a l'estat espanyol, on està a prop del 60%, fet que s'agreuja perquè els diferents governs no posen solucions a aquest problema i ignorant aquest fet.
Els individus d'aquesta generació mostren un comportament diferent en el àmbit de treball bastant diferenciat de les generacions anteriors. Molts membres d'aquesta generació han demostrat amb el seu esperit emprenedor com es pot dur a terme treball intensiu en coneixement dins una organització de forma distribuïda i deslocalitzada. En general aquests individus mostren una preferència per jerarquies planes, un alt nivell d'autoorganització i un sistema de decisions basat en el consens, facilitat per la comunicació intensa i la col·laboració mitjançant una gran varietat de canals, incloent xarxes socials externes a l'organització.

## Motius socials

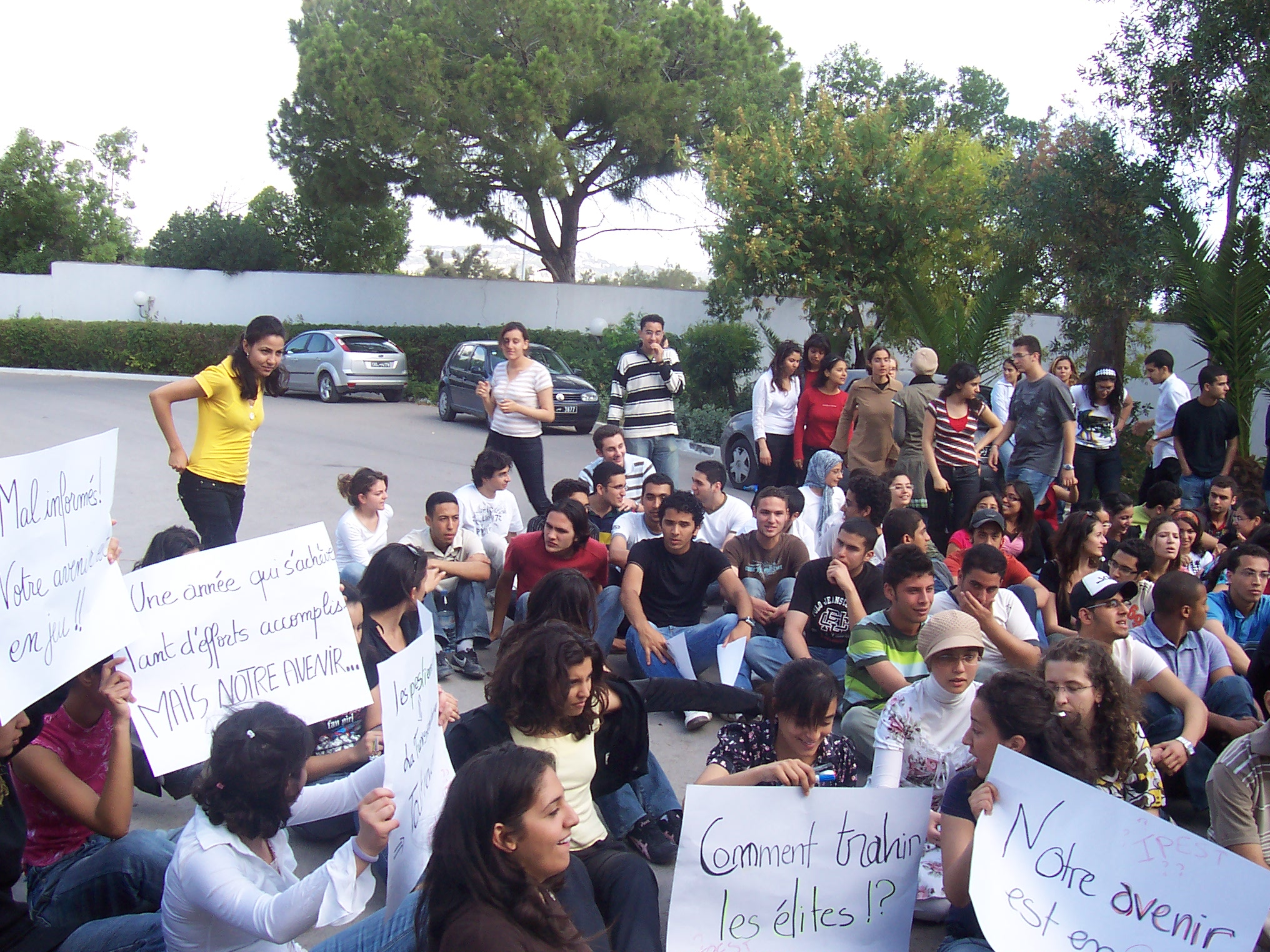
Manifestació de joves a Tunísia.

La generació Y va ser la primera que va créixer amb un estat del benestar totalment funcional, és a dir, ells mai es va haver de preocupar en pagar aranzels a metges si es posaven malalts o necessitaven alguna medicina. També van pensar que si treballaven igual de dur que els seus pares, tindrien una pensió justa i competitiva a l'hora de retirar-se del món laboral.
A tot això, cal afegir les crítiques que rep aquesta generació, sent normalment acusada de mandrosa, derrotista o instal·lada en el conformisme. Sovint s'etiqueta a tots aquests joves com a Ni-nis, encara que molts d'ells volen estudiar o treballar.
Aquesta generació és també la primera que té models de família diversos; monoparentals, homosexuals...